# Uovo di pettirosso
Uovo di pettirosso è un colore che deve il suo nome proprio dal particolare colore delle uova del pettirosso americano (Turdus migratorius, solo lontanamente imparentato col pettirosso europeo Erithacus rubecula). Il primo utilizzo di questo termine per indicare tale colore è stato fatto nel 1873.

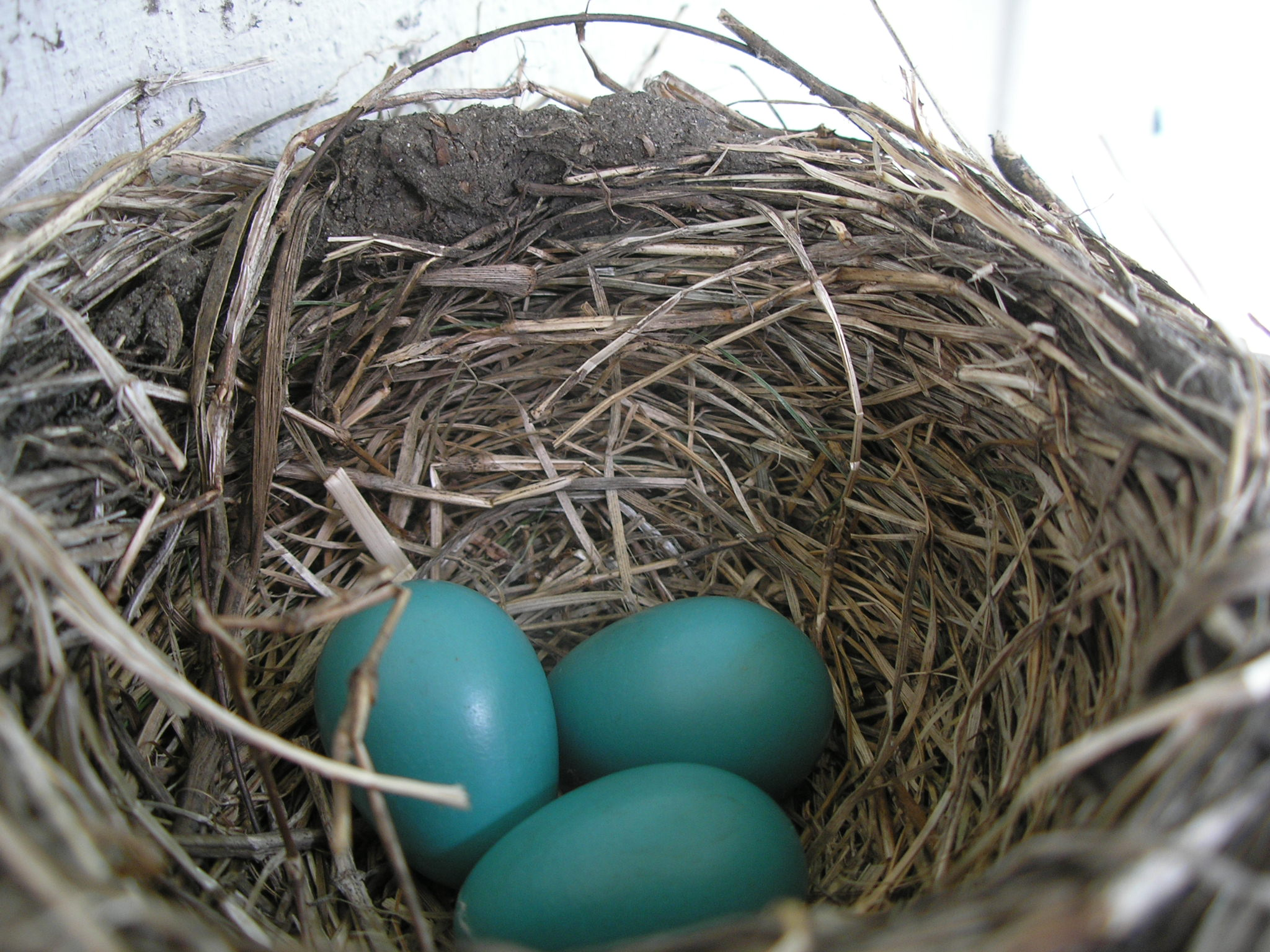
Uova di pettirosso americano

Ne esiste anche una gradazione più chiara. Una curiosità è che tale gradazione più pallida ha ispirato il colore ufficiale delle confezioni di Tiffany&co, la famosa gioielleria newyorkese, che ha registrato come proprio colore personalizzato una variante di questa tonalità.